# Vítonice (Zlín)
Vítonice é uma comuna checa localizada na região de Zlín, distrito de Kroměříž.